# ハムマン (駆逐艦)
|           |                                                                    |
| 艦歴      |                                                                    |
| 起工:     | 1938年1月17日                                                      |
| 進水:     | 1939年2月4日                                                       |
| 就役:     | 1939年8月11日                                                      |
| その後:   | 1942年6月6日に戦没                                                 |
| 性能諸元  |                                                                    |
| 排水量:   | 基準 1,570 トン、満載 2,211 トン                                   |
| 全長:     | 348 ft 3¼ in (106.15 m)                                            |
| 全幅:     | 36 ft 1 in (11 m)                                                  |
| 吃水:     | 13 ft 4.5 in (4.07 m)                                              |
| 機関:     | ギアード・タービン 50,000 shp                                      |
| 最大速:   | 35ノット                                                           |
| 航続距離: | 3,660海里 (6,780 km) 20ノット(37km/h)時                            |
| 乗員:     | 士官10名、兵員182名                                                |
| 兵装:     | 38口径5インチ砲4門 12.7mm機銃4基 21インチ魚雷発射管8門 爆雷軌条2基 |

ハムマン (USS Hammann, DD-412) は、アメリカ海軍の駆逐艦。
シムス級駆逐艦の1隻。
艦名は第一次世界大戦で戦死し名誉勲章を受章したチャールズ・ハムマン少尉に因む。日本ではハマン、ハンマンと表記される場合もある。
1942年（昭和17年）6月6日、ハムマンはミッドウェー海戦において空母ヨークタウンを救援中、日本海軍潜水艦伊号第百六十八潜水艦の雷撃により轟沈した。同時に被雷したヨークタウンも、翌日沈没した。

## 艦歴
ハムマンは1938年1月17日にニュージャージー州カーニーのフェデラル・シップビルディング社で起工する。1939年2月4日にリリアン・ハムマンによって命名、進水し、1939年8月11日に艦長アーノルド・E・トゥルー中佐の指揮下就役した。就役後は東海岸沖で整調を行い、続く2年間は西海岸および東海岸での訓練、準備任務に従事した。

### 太平洋で
真珠湾攻撃時、ハムマンはアイスランドにあったが、燃料および物資補給のためバージニア州ノーフォークに急遽帰還し、1942年1月6日に太平洋に向けて出航した。パナマ運河を経由し1月22日にサンフランシスコに到着、2月25日にフレッチャー中将率いる第17任務部隊の一部として南太平洋に向けて出航した。
3月前半はニューカレドニアで訓練演習に参加し、任務部隊は27日に珊瑚海へ向けて出航した。ハムマンは航空母艦レキシントン (USS Lexington, CV-2) の護衛として同行し、4月20日にトンガタプ島に帰還した。任務部隊は4月27日に再び珊瑚海へ向かい、ツラギ島を攻撃する日本軍部隊と対峙した。
5月4日、空母ヨークタウンから発進した攻撃隊（のべ60機以上）はツラギ島の日本艦隊を攻撃、「巡洋艦3隻を含む14隻を撃沈もしくは大破」という大戦果を報告した（実際は、駆逐艦菊月・掃海艇2隻・輸送船1隻沈没）。この時、米軍攻撃隊は3機の損害を出した。
空母の護衛中にハムマンはガダルカナル島北方65kmで撃墜された戦闘機パイロット2名を救助した。ハムマンは全速力で航行し、夕暮時に海岸に到着、パラシュートを確認した。艦載艇が準備されたが寄せ波のため降ろすことができず、パイロットはボートからの綱を使って救助された。その後戦闘機の機体の破壊が試みられたが、海が荒れていたため不可能であった。ハムマンはレキシントンの護衛に戻り、その夜は同任務に従事した。

### 珊瑚海海戦
4日後の5月8日に珊瑚海海戦が行われた。緒戦は艦砲による砲撃と航空機の攻撃両方で始まった。MO機動部隊（瑞鶴、翔鶴）の雷撃機が攻撃する中、ハムマンは空母の護衛を行う。雷撃機が退くと同時に急降下爆撃機が現れ、ハムマンの右舷前方200mに爆弾を投下した。レキシントンは2発の魚雷を受け大きく損傷した。当初はコントロールできると考えられたものの、13:00に大爆発が生じ消火不能となる。レキシントンは放棄が決定され、本艦はモリス (USS Morris, DD-417) 、アンダーソン (USS Anderson, DD-411) などと共に、脱出者の救助に当たった。駆逐艦はほぼ500名を救助し、「レディ・レックス」は5月8日の夜にフェルプス (USS Phelps, DD-360) の魚雷によって海没処分された。

### ミッドウェー海戦
珊瑚海海戦により日本軍の南東への進出を阻むことができたが、新たな脅威に対してニミッツ提督はハムマンに対して北方への急行を命じた。ハムマンは任務部隊と共に真珠湾に向かい5月27日に到着する。修理の後5月30日に出航しミッドウェー島に向かった。

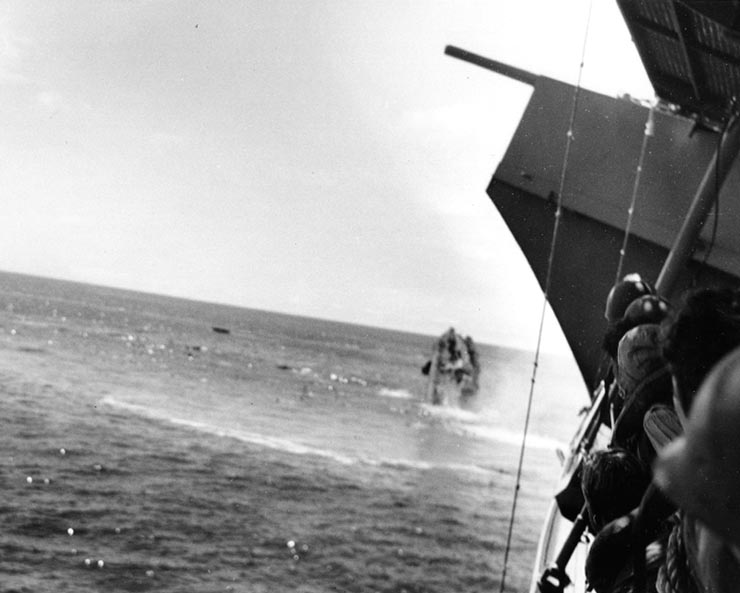
ヨークタウンから見た沈没するハムマン

ミッドウェー海戦では6月4日（日本側記録6月5日）の戦闘で、ハムマンはヨークタウン (USS Yorktown, CV-5) の護衛を担当した。「日本軍大勝利」の大本営発表とは裏腹に、ミッドウェー海戦は米軍の勝利で終わった。しかしヨークタウンは空母飛龍攻撃隊の攻撃により2本の魚雷が命中して大破、その日の午後に放棄が命じられた。ハムマンはヨークタウンの生存者を救助したが、その中には艦長のバックマスター大佐も含まれた。その後生存者は大型艦に移乗した。漂流するヨークタウンには、駆逐艦ヒューズがつきそった。
翌朝ヨークタウンの維持と牽引が試みられ、バックマスター艦長を含めて170名がヨークタウンに戻った。ハムマンはダメージ・コントロールのためヨークタウンと併走し、消火用ホースと水、動力を供給した。ハムマンはヨークタウンの燃料タンクに消火ホースで注水し、空母の傾斜は水平になった。掃海艇ヴィレオがヨークタウンの曳航を開始し、同艦は約3ノットで真珠湾への移動を開始した。
この時、「漂流空母を撃沈せよ」との命令を受けた日本海軍の伊号第168潜水艦（潜水艦長田辺彌八少佐）が接近してきた。無音航行で護衛艦艇の警戒を潜りぬけた伊168潜水艦は、日本時間0937に潜望鏡をあげて距離500ｍにヨークタウンを発見する。距離をかせいだあと1005に距離900ｍで魚雷4発を発射。魚雷1本がハムマンの右舷中央部に命中した。ハムマンは大爆発と共に竜骨が折れ、2つに分断されて轟沈した。伊168号はハムマンがいたことも、ハムマンを撃沈した事も認識しておらず、戦後になって事実を知った田辺中佐（当時、伊168艦長）は「儲けものをしたわいと思った」と回想している。
ハムマンにとって不幸なことに、艦尾の爆雷は発火準備状態だった。艦後部が沈むと同時に爆雷の水中爆発が起こり、海上に投げ出されていた多数の乗組員が死亡した。乗組員定員251名のうち、81名戦死と記録されている。生存者はベンハム (USS Benham, DD-397) とバルチ (USS Balch, DD-363) によって救助された。
なお、ヨークタウンには右舷に魚雷2本が命中した。翌日朝、同艦は艦尾から沈没した。伊168は爆雷攻撃を受けて損傷したが、6月19日に呉軍港に帰投することが出来た。
ハムマンは太平洋戦争における重要な2つの海戦に参加後、失われた。艦長のトゥルー中佐は両海戦における功績で海軍十字章および殊勲章を受章した。ハムマンは第二次世界大戦の戦功で2個の従軍星章を受章した。

## ハムマンのプラスチックモデルキット
- 1/700 ウォーターライン、No.911 アメリカ海軍 駆逐艦 DD412 ハムマン（タミヤ）

プラスチックモデル組み立てキット。ウォーターラインシリーズ。